# Warszawski Park Technologiczny

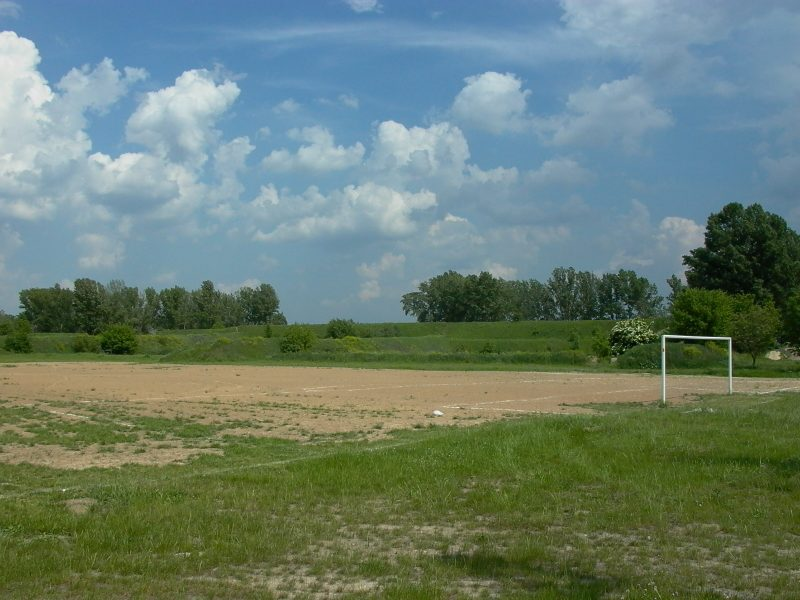
Pozostałości fortu Augustówka – rejon planowanego Warszawskiego Parku Technologicznego

Warszawski Park Technologiczny – park technologiczny projektowany w rejonie Fortu Augustówka na osiedlu Augustówka (południowa część tzw. Łuku Siekierkowskiego). Miał obejmować powierzchnię 45 ha, z czego 30 ha przeznaczono na laboratoria, zaplecze konferencyjne, biurowe i usługowe, a pozostałe 15 ha miały stanowić tereny zieleni z fortem Augustówka i otaczające je zbiorniki wodne.

## Projekt Warszawskiego Parku Technologicznego
W założeniu WPT miał być ośrodkiem naukowo-gospodarczym z dogodnymi warunkami działania dla firm innowacyjnych – z dostępem do wspólnych urządzeń serwisowych, obsługi administracyjnej i pomocy doradczo-konsultingowej. Projekt miał na celu pobudzenie rozwoju ekonomicznego Warszawy i Mazowsza, rozwój nowych technologii oraz ich transfer między instytucjami naukowymi a przedsiębiorstwami przemysłowymi m.in. z branży telekomunikacyjnej, informatycznej, nanotechnologii, inżynierii elektronicznej, robotyki i optoelektroniki oraz bankowości i finansów.
Umowę o realizacji projektu podpisali w sierpniu 2005 minister nauki i informatyzacji Michał Kleiber oraz prezydent Warszawy Lech Kaczyński. W lutym 2006 powstało Warszawskie Konsorcjum Naukowe, zrzeszające ważniejsze stołeczne instytucje naukowe i wyższe uczelnie.
Jednak przez kilka następnych lat kolejne władze miasta nie podejmowały dalszych decyzji dotyczących tego terenu – nie inwestowano w infrastrukturę, nie uchwalono opracowywanego od 2005 miejscowego planu zagospodarowania przestrzennego.

## Spółka TechnoPort Warszawa
Do realizacji projektu powołano spółkę TechnoPort Warszawa SA, której jedynym akcjonariuszem jest Miasto Stołeczne Warszawa.
Od początku działalności spółka TechnoPort przynosiła straty. Ponieważ jedynym jej majątkiem jest wniesiony przez miasto aportem grunt, który mogłaby stracić, w kwietniu 2009 Rada Warszawy podjęła decyzję o postawieniu spółki w stan likwidacji. Podnoszono też zarzuty niegospodarności jej kierownictwa.

## Przyszłość WPT
W 2009 władze Warszawy rozważały realizację przedsięwzięcia w innej formule – partnerstwa publiczno-prywatnego. W ramach WPT, oznaczającego teraz Warszawską Przestrzeń Technologiczną, miałby powstać mniejszy niż pierwotnie planowano park technologiczny na Augustówce lub na Służewcu Przemysłowym oraz miniparki przy stołecznych uczelniach. Jednocześnie przedstawiciele ratusza twierdzili też, że na budowę infrastruktury w rejonie Augustówki nie ma funduszy.
Pod znakiem zapytania stanęła także budowa Linii Tramwajowej do Siekierek, której przebieg od Pl. Unii Lubelskiej, w jednym z kilku wariantów, planowany jest ulicami Spacerową, Gagarina, Nowo Projektowaną Czerniakowską BIS i dalej do Pętli EC Siekierki bądź WPT.